# 秀英予備校
秀英予備校（しゅうえいよびこう、英: SHUEI YOBIKO Co., Ltd.）は、小学生、中学生、高校生を対象とした学習塾・予備校である。
本社所在地は静岡県静岡市葵区鷹匠二丁目7-1。東京証券取引所スタンダード市場上場（コード:4678）。
かつて東京市ヶ谷に本部のあった秀英教育センターとは無関係。

## 校舎展開
- 静岡県（全域）、愛知県（尾張全域、西三河）、岐阜県、神奈川県（主に県西部）、山梨県、北海道（札幌市と周辺都市、旭川市）、三重県（四日市市・鈴鹿市・桑名市・津市・松阪市）、宮城県（仙台市と周辺都市）2008年度は福岡県に進出し（福岡市南区・早良区・東区・西区・城南区・糸島市・那珂川市・春日市・大野城市・筑紫野市・糟屋郡志免町）に校舎を展開している。

## 歴史
- 1977年（昭和52年）3月 ‐ 個人経営の学習塾として創業
- 1984年（昭和59年）11月 ‐ 株式会社秀英進学塾を設立
- 1990年（平成2年）12月 ‐ 株式会社秀英予備校に社名変更
- 2000年（平成12年）12月 ‐ 東京証券取引所市場第二部上場
- 2002年（平成14年）3月 ‐ 東京証券取引所市場第一部上場
- 2007年（平成19年）11月 ‐ 株式会社東日本学院の株式の取得（子会社化）

## 事業内容

### 小・中学部
- 目標は「秀英は学力向上に真正面から挑みます」。
- 週2回（月・木か火・金）小学生は17:00から、中学生は19:20～22:00まで通常授業を行う。中3は受験対策として土曜日か日曜日に毎週1回ゼミ（国理社特訓ゼミ、秋季特訓ゼミ、数学強化ゼミ（標準）、トップ高数学、入試体験ゼミ）が開かれる（春期、夏期、冬期の各講習時期を除く）。夏には夏期講習、冬には冬期講習、春には春期講習が開かれる。
- 静岡県に88校舎、愛知県に44校舎、岐阜県に7校舎、三重県に12校舎、山梨県に9校舎、神奈川県に11校舎、北海道に33校舎、宮城県に11校舎、福岡県に15校舎がある。

小学生
- おもに小学校4年生～6年生を指導する。一部校舎では小学校2年生・3年生も指導する。

中学生
- 中学生全学年を指導する。

中学生は、難関高校進学専用選抜クラスのTクラスと上位高校進学専用のHクラスのレベルに合わせたコースが設定できる。（校舎により行っていないところもある）。一部にはAクラスもある(春期､夏期等のみ。無論校舎によって行っていないところもある)
一ヶ月中に一度、または講習中に一度、統一テストを受験することも可能。

### 大学受験部
- 高校1年生から卒生までを指導する。
- 静岡県に12校舎、神奈川県に4校舎、愛知県に1校舎、山梨県に2校舎、三重県に2校舎、北海道に1校舎、福岡県に1校舎ある。
- 寺島よしき講師、関正生講師（英語）を中心に講師陣は各科目有名講師、実力講師を揃えていた。

### 通信教育部
- 中1から中3に対して国語、数学、英語の通信教育「秀英PLS」を行う。

## 秀英BBS
授業動画配信システム
「秀英ひろば」の閉鎖に伴い、新たな授業動画配信システムとして「秀英BBSシステム」を開始した。通常授業のほか、夏期、冬期等の講習にもBBS版が存在する。

## 秀英iD予備校
今までの授業動画配信システムのノウハウを生かし静岡県、岐阜県、山梨県、宮城県、愛知県、三重県、福岡県、広島県の一部校舎でスタートした秀英の塾。

## 秀英予備校裁判
- 2017年4月16日、福岡市内のある校舎で行われた秀英予備校会社説明会で、秀英予備校取締役が東海地方を中心に全国で同業の佐鳴予備校などを展開する株式会社さなる（東京都）について「（生徒に）授業をしない、頑張れというだけ」「反社会勢力と関係を持っており、お金が流れている」「1時間の国語の授業で3つしか漢字を覚えない」などの虚偽の発言をしたため、さなる側が名誉を傷つけられたとして提訴。1,100万円の損害賠償を要求した[1]。静岡地裁（関口剛弘裁判長）で2017年7月28日第1回口頭弁論が行われた。同日、秀英予備校側が請求棄却を求め、審理された。2018年2月16日、静岡地裁で和解が成立した。さなる側の代理人弁護士によると、秀英予備校側が発言内容をすべて認めたうえで謝罪したという。解決金を支払ったが金額は明らかにしていない[2]。